# نسن
نسن، روستایی از توابع دهستان اوزرود، بخش بلده، شهرستان نور، استان مازندران در ایران شمالی است. نسن در جنوب غربی شهرستان نور و شمال استان تهران (همسایگی کوه‌های دیزین) خط مرزی دو استان را می‌سازد.
روستای باستانی نسن در کنار قله بلند البرز مرکزی، آزادکوه است. روستا در بستر آبرفتی دو رودخانه لابشم و آزادکوه قرار دارد، و سرسبز و پرآب با آب و هوای کوهستانی‌ست. نسن از شمال به کوه‌های کجور، از غرب و شرق به کوه‌های نور، از جنوب به کوه‌های دیزین استان تهران می‌رسد. در کل هفت منطقه کوهستانی لابشم، وازن، مرنجی، بیروش، سوتک، لشک و کلیگنو محدوده‌ای بیش از ۵۰ کیلومتر مربع را شامل می‌شود.

## جمعیت
این روستا در دهستان اوزرود قرار دارد و براساس سرشماری مرکز آمار ایران در سال ۱۳۸۵، جمعیت آن ۸۴ نفر (۳۳خانوار) بوده‌است.
جمعیت مهاجر این روستا از اوایل تابستان تا اواخر آن حدود ۵۰–۶۰ خانوار است.

## آب‌وهوا
هوای نسن متأثر از کوه‌ها و زمین‌های سرسبز با چشمه‌های آب سرد و گوارا محیط بسیار مناسبی را در فصل بهار و تابستان فراهم ساخته و همچنین کوه‌های پر برف آن در زمستان دیدنی است.
آب و هوای روستا سرد کوهستانی با دو اقلیم متفاوت جوی۱) دره آزاد کوه با اقلیم استپی سرد و مجموع ماه‌های یخبندان آن از ۴ تا ۸ ماه در سال و درجه حرارت (۳۰ ـ) تا (۱۵+) درجه در طول سال است. ۲) دره لابشم با اقلیم آکزریک سرد در قسمت شمالی نسن یعنی کوه‌های خرتاب (ختو) و مجموع ماه‌های یخبندان از ۳ تا ۵ ماه در سال دمای (۱۰ ـ) تا (۲۰+) درجه در طول سال است.
بادهای موجود بیشتر به صورت دره‌ای است و در مجموع دارای دو جریان هوای اصلی (باد) است.
1. جریان هوای شرقی و شمال شرقی (از سمت کوه‌های کجور) این جریان که از سیبری سرچشمه می‌گیرد، توده هوای سرد را وارد نسن می‌نماید این توده هوا بیشتر در زمستان مؤثر است.
2. جریان هوای غربی و جنوب غربی که از سمت لابشم و آزادکوه وارد نسن می‌شود این جریان هوا از مدیترانه و اروپا سرچشمه می‌گیرد و دارای رطوبت بالایی است و بیشتر در بهار و تابستان جریان باران زا را به منطقه می‌آورد.

## کوه‌ها و دره‌ها
کوه‌های نسن جزء بخش مرکزی رشته کوه البرز است این کوه‌ها همچون حلقه‌های زنجیر به صورت شرقی- غربی به همدیگر بافته شده‌اند و دره اصلی آن در جهت شرقی- غربی تشکیل گردیده‌است. این کوه‌ها در نتیجه کوهزایی دوران سوم زمین‌شناسی به نام کوهزایی آلپی به شکل کنونی درآمده‌اند.
مرتفع‌ترین کوه نسن آزادکوه (ازال کوه) نام دارد که با ارتفاعی قریب به ۴۳۵۵ متر (۱۴۲۸۸ پا) در این روستا استوار است.
فرسایش اواخر دوران سوم و چهارم زمین‌شناسی عوارض گسترده‌ای در این مناطق به وجود آورده، و آن را شکل بخشید.
بعلت وجود گسل‌های اطراف آن و فشار صفحه فلات ایران به سمت شمال و شمالشرق دایماً کوه‌ها در حال ارتفاع گرفتن هستند و هر سال به ارتفاع آن‌ها افزوده می‌شود، مثلاً فرا دیواره گسل نسن از طرف صفحه جنوبی به صفحه فرو دیواره (شمالی) فشار وارد می‌نماید و هر ساله کوه‌های شمالی نسن یعنی بقدی- تلارنو- کاکرون و پلنگ دره در حال افزایش ارتفاع می‌باشند.
کوه‌های با امتداد شرقی- غربی از لحاظ سن زمین‌شناسی و تشکیل، مسن‌تر از کوه‌های دارای امتداد شمالی ـ جنوبی هستند یعنی ارتفاعات کاکرون، بقدی، اولج، پلنگ دره از کوه‌های آزادکوه، سوتک، کافرنو، لشگ و… پیرترند.
نسن دارای هفت منطقه کوهستانی با مشخصات زیر است محدوده کوه‌های آن در بخش شمال روستا از کوه‌های لا بشم به صورت شرقی - غربی شروع و به سمت جنوب تا کوه‌های آزادکوه و سوتک گسترش پیدا می‌کند، در واقع بیشتر وسعت آن به صورت شمالی ـ جنوبی است حدود و تعداد کوه‌ها و دره‌ها در ادامه آمده‌است. گستره این ارتفاعات از لحاظ مساحت در دره کم‌نظیر و از همه روستاها بیشتر است و گستره وسیعی را دربرگیرد که در گذشته و حال محل مناسبی برای فعالیت‌های دامداری و دامپروری فراهم نموده استی. کوهستان نسن با ارتفاع بالا در واقع بام کوه‌های منطقه است با قلل متعدد و فراوان به شرح جدول زیر:
منطقه نسن از دو دره اصلی و یک گستره فرعی بنام‌های ۱)دره آزادکوه ۲)دره لابشم ۳) گستره سوتک، تشکیل گردیده‌است. دره‌های مذکور در محل روستا به هم می‌رسند و آب دو رودخانه از طریق اوزرود به رود هراز می‌ریزد. گستره سوتک هم که حدود ۳۷۰۰ متر ارتفاع دارد در قسمت جنوبی کوه‌های نسن و قسمت جنوب غربی آزادکوه قرار دارد و آب چشمه‌های آن به سمت رود کرج رفته و به سد امیرکبیر می‌ریزد در واقع نسن دارای دو حوزه آبریز هراز و کرج است.
دره‌های تلسکک - کلیگ نو- بیروش - اولج - حسلو - کاکرون - کردور - پلنگ دره . . .. دره‌های فرعی هستند که آب چشمه‌های آن به دره آزادکوه ولابشم می‌ریزد.

## گورستان‌های تاریخی
در یک کیلومتری شرق روستای نسن در منطقه فرامرز و زکی‌آباد یک گورستان به نام محلی بقیع در کنار مسجد (مرده‌شوی‌خانه و…) هست که در سال۱۳۵۴ (خورشیدی) ساخته شده‌است.
گورستان تاریخی دیگری در شانه شمالی روستا در کنار رودخانه لابشم در منطقه ده میان هست که دو بخش دارد و تا سال ۱۳۵۶ مردگان را در آن به خاک می‌سپردند. در این گورستان آثار و سنگ نبشته‌های بسیاری بود که بخشی از آن ویران شده‌است و سنگ گورها را در دیوار خانه‌ها به کار برده‌اند.
در جنوب غربی روستا در منطقه قلاکتی گورستانی به نام گل‌چال دیده می‌شود که بیشتر یکی از روستاها تا صد سال گذشته در آن خاکسپاری داشته‌اند. گفته می‌شود این گورستان ویژهٔ انگریج بوده و گورستان دیگر را طایفه پیج استفاده می‌کرد ولی پس از آمدن طوایف دیگر به علت نبود آب، مردگان را به گورستان ده‌میان می‌برده‌اند لیکن گورستان قلاکتی کاملاً متروک نشده بود و گاهی طایفه انگریج در آن خاکسپاری داشتند.
گورهای گورستان روستای تلسکک به شیوه مسلمانان خاکسپاری شده‌اند که آثار آن هم‌اکنون دیده می‌شود. همچنین گورستان دیگری در منطقه بیروش و کلیگ نو هست که در آن شیوه خاکسپاری زرتشتیان دیده می‌شود اما بیشتر آثار آن تقریباً از میان رفته‌است.

## تاریخ
اولین گروه از انسان‌هایی که در رویان ساکن شدند به اشاره کتب مختلف و متعدد این‌گونه بوده‌است که شاه فریدون سه پسر داشت به نام‌های ایرج، سلم و تور، او پادشاه ایران بوده و در منطقه کوهستانی لاریجان سکنا گزید (او از اقوم آریایی بوده) که به آنجا مهاجرت کرده‌است در درگیری که بین پسرانش پیش آمد سلم و تور برادر دیگر یعنی ایرج را کشتند ولی طولی نکشید که منوچهر فرزند ایرج انتقام پدر را از عموها گرفت و به جای فریدون پادشاه ایران شد این مسئله به مزاج افراسیاب شاه توران خوش نیامد و به خون‌خواهی سلم و تور ساز و برگ حمله به منوچهر را فراهم نمود و جنگ ما بین آن‌ها درگرفت، در مرحله اول به واسطه اختلافی که بین منوچهر و یکی از سردارانش افتاد شکست خورد و منوچهر به رویان گریخت و بعد از تجدید قوا افراسیاب را شکست داد و قرارداد صلحی بین آن‌ها منعقد گردید و حدود مرزها همچنان که آمده با تیر آرش کمانگیر تعیین گردید که این مسئله موجب افتخار ایرانیان بوده‌است.
بعد از ایجاد آرامش منوچهر رویان را جای مناسبی برای زندگی دید و با فرزندان و لشکر خود آنجا را برای زندگی انتخاب نمود و دژها و قلعه‌های بسیاری هم در مناطق مختلف آن ساخت که از آنجا جلوی حمله دشمنان را بگیرد پادشاهی آن‌ها تا سال‌های زیادی ادامه یافت اسفندیار که فرزند گشتاسب پادشاه مازندران بود از نوادگان منوچهر است که به جنگ رستم رفت.
این اولین گروه از انسان‌هایی بوده‌اند که در این منطقه ساکن گردیدند و حکومت تا سال‌های طولانی در دست آن‌ها بود تا زمان هخامنشیان که کورش حکمران ایالت شمالی کشور یعنی فرشوادگر را به اجداد فردی به نام جشنسف واگذار کرد و آن‌ها تا زمان ساسانیان (که از نوادگان فریدون شاه و منوچهر بوده‌اند) در عهد قباد در این منطقه حاکم بودند و از این به بعد قباد پسرش کیوس را به حکمرانی آنجا گماشت.
بعد از اشکانیان، ساسانیان، به حکومت رسیدند و فیروز شاه ساسانی حاکم و پادشاه ایران شد او به کمک وزیرش به نام سوخرا بر هیاطله پیروز شد. سه پسر داشت به نام‌های قباد، بلاش و جاماسبپ که بعد از او بلاش و بعد از بلاش قباد جای فیروز را گرفتند. جاماسپ که با قباد مخالف بود از ترس او به فرشوادگر گریخت و قسمت غربی آن را در دست گرفت. سوخرا هم مورد غضب قباد قرار گرفت و با نه پسرش به کوه‌های شمال کشور (البرز مرکزی، منطقه‌ای درکوه‌های جنوب شهرستان قایمشهر) در جایی به نام فریم در طبرستان گریخت؛ و بعدها به دست انوشیروان فرزند قباد حاکم آن منطقه گردیدند افرادی که در این مکان‌ها زندگی می‌کنند از فرزندان او هستند.
کیوس فرزند بزرگتر قباد تا پایان حکومت پدرش حاکم طبرستان بود ولی با به حکومت رسیدن برادرش انوشیروان طغیان کرد و به دست انوشیروان کشته شد و حکومت مناطق شمالی کشور به زرمهر بن ولاش واگذار گردید و تا زمان خسرو پرویز در این خاندان ماند ولی خسرو «باو» نوه کیوس را به حکمرانی آنجا فرستاد حکومت آل باوند بعدها در ایران به دست فرزندان «باو» تشکیل شد و آن‌ها تا سال‌های طولانی در مناطق شمالی به حکومت پرداختند.
باو به دست ولاش از نوادگان زرمهر کشته شد این هنگامی بود که جیل بل جیلانشاه از فرزندان جاماسپ معروف به گاوباره که در قسمت غربی فرشوادگر حاکم بود به طبرستان حمله نمود و آنجا را به تسخیر درآورد او دو پسر داشت یکی بادوسپان و دیگری دابویه که فرزندان دابویه تا حدود صد سال حاکم مازندران بودند و بادوسپان و فرزندانش حاکم منطقه دره نور شدند آن‌ها به دفعات مورد حمله قرار گرفتند و در این جنگ‌ها به مناطق تحت حکومت خود افزوده یا از دست دادند ولی هیچگاه منطقه دره نور و کوهستان از حکمرانان آن‌ها خالی نگردید و با استفاده از قلعه‌های مختلف، آنجا را حفظ کردند و این منطقه به قول ظهیرالدین مرعشی در کتاب تاریخ «طبرستان، رویان و مازندران» ملک موروثی آن‌ها بوده‌است.
بیشتر مردم این منطقه به غیر از آن‌هایی که به آنجا کوچ کرده‌اند از فرزندان فیروزشاه ساسانی می‌باشند بخصوص اینکه بعد از فتح ایران توسط مسلمانان بسیاری از شاهزادگان ساسانی خود را به این مناطق کنار بستگان خود رسانده و تا زمان‌های طولانی حاکم آنجا بودند تا اینکه شاه عباس صفوی که مادرش از بستگان زیادی در آنجا برخوردار بود تشکیلات این شاهزادگان ساسانی را به هم زد و بسختی آن‌ها را شکست داده و حاکمی از خود در آنجا گماشت.